# David Wight
David Henry Wight (28 de julio de 1934-9 de noviembre de 2017) fue un deportista estadounidense que compitió en remo. Participó en los Juegos Olímpicos de Melbourne 1956, obteniendo una medalla de oro en la prueba de ocho con timonel.

## Palmarés internacional
| Juegos Olímpicos | Juegos Olímpicos      | Juegos Olímpicos | Juegos Olímpicos |
| Año              | Lugar                 | Medalla          | Prueba           |
| ---------------- | --------------------- | ---------------- | ---------------- |
| 1956             | Melbourne (Australia) | Medalla de oro   | Ocho con timonel |